# Gymnastikhøjskolen i Ollerup
Gymnastikhøjskolen i Ollerup er Danmarks første idrætshøjskole og grundlagt i 1920. Højskolen ligger på Fyn nær Svendborg.
Skolen er en folkehøjskole som underviser elevhold i efterårssemester og forårssemester indenfor linjefag i springgymnastik, rytmisk gymnastik, fitness, parkour og freerunning, dans eller fotojournalistik. Derudover har skolen en linje med forberedelseskursus til Frømandskorpset, Jægerkorpset eller Politiskolen og en særlig linje for udenlandske elever – International Academy (INTAC). I sommerperioden afholdes korte kurser for alle aldersgrupper og med forskelligt indhold.

## Den tidligste historie
I 1914 købte Niels Bukh en mindre bygning af sin svoger, Lars Bækhøj, som var forstander for
den daværende Ollerup Folkehøjskole. Bygningen indeholdt en lille gymnastiksal, hvor Bukh begyndte at undervise karle fra landdistrikterne i gymnastik om vinteren og unge piger i gymnastik om sommeren.
Da bygningen efter nogle år blev for trang besluttede Bukh at grundlægge en helt ny skole i nabolaget. Efter halvandet år stod bygningen klar og åbnede i 1920 med plads til 100 elever.
Skolen blev hurtigt et kraftcenter indenfor gymnastik, idræt og legemskultur.
Efterhånden som skolen voksede, ansatte han de første to lærere Kristian Krogshede og Mads Nielen. Med disse betydningsfulde mænd begyndte gymnastikhøjskolen at turnere med sine bedste gymnaster i ind og udland. Opvisningerne gav både omtale og gjorde Niels Bukh internationalt kendt, men indbragte samtidig også penge som efterfølgende blev brugt til at udbygge skolen. I 1931 rejste man på den store tur ’Jorden rundt’. -Rejsen gik gennem landene langs Østersøen til Rusland og Mongoliet og videre over Kina til Japan. Derefter tog man videre til USA og igen videre til England og afsluttede turen med opvisninger i hele Danmark, herunder en opvisning på Christiansborg for Folketingets medlemmer.
Buks gymnastik blev kendt som Den primitive gymnastik og var inspireret af den Lingske gymnastik opkaldt efter svenskeren Per Henrik Ling. Senere lod Bukh sig også inspirere af den lettere og mere sofistikerede gymnastik fra den finske gymnastikpædagog Eli Bjöksten.

## Bygningernes historie
Hovedbygningen blev anlagt og stod klar i 1920. I 1923 anlagde man et nyt stadion over for hovedbygningen, på den anden side af Svendborgvej.
Allerede i 1925 blev skolens to sidefløje forlænget, så der blev plads til 170 elever. Samtidig byggede man Danmarks første svømmehal mellem sidefløjende, som blev nedgravet så taget flugtede med jordoverfladen. Svømmehallen blev indviet i 1926 og svømmehallens arkitekt Ejnar Mindedal Rasmussen vandt to år senere sølv ved OL for sine tegninger til Svømmehallen.
I 1931 forsatte udbygningen med anlæggelsen af et stort udendørs svømmebassin og opførelsen af den, især efter datidens standard, enorme idrætshal ID-hallen med plads til 8000 mennesker.
På det tidspunkt var Idrætshallen den største hal i Nordeuropa uden søjler. I 1935 afholdte De Danske Skytte-, Gymnastik- og Idrætsforeninger (DDSG&I og senere ændret til DGI) landstævne på gymnastikhøjskolen, og man anlagde derfor det store nye stadion Volden bag Idrætshallen til arrangementet. I 1939 tilbyggede man en ny spisesal samt den nye gymnastikhal OD-hallen, der var en af de første haller i Danmark med laminerede buer af træ.
Efter Niels Buks død aftog byggeriet i ca. 15 år, hvor Danmark oplevede en svag økonomisk periode efter krigen. I 1960`erne, 1970’erne og 1980’erne blev skolen dog udvidet med flere elevværelser med først Nordvestfløjen i to etager og derefter den store nye Vestfløjen, og der blev bygget en ny forstanderbolig i 1979. I 1989 blev der bygget ny administrationsbygning, nye faciliteter til lærerværelse og pædagogisk værksted samt lager og arkivrum. I 2002 indviedes et stort nyt træningscenter med faciliteter til springgymnastik, rytmisk gymnastik og dans. I 2007 blev svømmehallen renoveret for 19 millioner kroner med 18 mill. kr. betalt af Fonden Realdania. I 2010 blev et stort nyt træningscenter med konferencelokaler på 1. sal indviet.
I 2012 bevilgede Fonden Realdania en donation på 14,5 mio. kr. til tilbageføring og renovering af skolens udendørs svømmeanlæg. Renoveringen er en del af et større projekt, som havde til formål at tilbageføre skolens udvendige udtryk til grundlæggelsen omkring 1920'erne og 1930'erne. Projektet omfattede således også en tilbageføring af facaden på skolens hovedbygning og en renovering af ID-hallen.
Ombygningen af den historiske idrætshal er blevet mulig gennem en større donation fra A. P. Møller og hustru Chastine Mc-Kinney Møllers fond til almene Formål, som betyder, at der i løbet af år 2018 vil være sket en ændring af Idrætshallen til en fuldt moderne udstyret arena med mobile tribuner til ca. 3.000 tilskuere. Under ombygningen tages der skyldig hensyn til bygningens autenticitet og historie.
Skolen har desuden i de tidlige år ejet avlsgården Sandkrogen og et selvopført højskolehjem på den anden side af landevejen, samt ejet Strandgården ved Svendborgsund, som blev anvendt til overnatning og kystsvømning. De sidste tre omtalte besiddelser blev senere afhændet til fordel for nybyggeri på skolen. Efterfølgende blev der opført det nuværende højskolehjem beliggende syd for landevejen tæt på skolens bygninger.
I forbindelse med salget af avlsgården Sandkrogen blev avlsgården Ditlevvej beliggende på Ditlevvej tilkøbt, og ejendommen er planlagt til at udgøre skolens kommende lejrskolecenter, hvor jordtilliggendet anvendes til friluftsliv og udendørs undervisningsaktiviteter.
I år 2009 oprettede skolen børnehave og vuggestue, som året efter fik selvstændige bygninger - under navnet Børnegården - på skolens matrikel og nu rummer en daginstitution med 20 vuggestuepladser og 40 børnehavepladser
I år 2012 blev avlsgården Strandgården tilbagekøbt til skolen med henblik på anvendelse til værksted for skolens praktiske stab, tjenestebolig for 2 ansatte, samt halfaciliteter til faget parkour & freerunning, og samtidig hermed blev jordarealet beliggende nord for stadionanlægget tilkøbt.

## Forstandere
Nedenfor listes skolens forstandere med angivelse af embedsår:
- 1920 – 1950, Niels Bukh
- 1950 – 1976, Arne Mortensen (mellem 1950 – 1966 sammen med Jørgen A. Broegaard)
- 1976 – 1998, Gunnar B. Hansen
- 1998 – 2020, Uffe Strandby
- 2021 – , Thomas Smidt Dissing

## Kunst
Skolen har en stor bestand af anerkendt kunst både indenfor og på udendørsarealerne. Indendørs findes bl.a. det lange gangmaleri af ’Gymnaster i bevægelse’ og gavludsmykningen i ID-Hallen. Derudover findes samlingen i ”De gamle stuer”, hvor der findes en stor beholdning af kunst og koriøse ting, samlet siden skolens grundlæggelse. I det store parkanlæg findes ligeledes et stort antal kunstværker og skulpturer, hvor af en del er skænket af Ny Carlsberg Fondet i 1920`erne og 30`erne.
Blandt de nyeste kunstværker er værkerne af Hein Heinsen, Mogens Møller og Stig Brøgger. Ny Carlsbergfondet gav i 2004, mere end 15 millioner kroner til de nye kunstværker samt til renovering af statuerne ved det udendørs svømmebassin, -statuer som fondet forærede skolen i 20'erne og 30'erne. Donationen til renoveringen er Ny Carlsbergfondets næststørste kunstdonation nogensinde.
Nedenfor listes nogle af kunstværkerne fra skolens udendørsarealer:
| Titel                  | Kunstner                          | Opstillingsår       |
| ---------------------- | --------------------------------- | ------------------- |
| Diana                  | Christian Gottlieb Vilhelm Bissen | 1920                |
| Ridende amazone        | Carl Johan Bonnesen               | 1931                |
| Sportspige             | Volmer Bahner                     | 1937                |
| Niels Bukhs minde      | Gunnar Hansen                     | 1959                |
| Omorica                | Stig Brøgger                      | 2005                |
| De store visere        | Hein Heinsen                      | 2006                |
| Tilskueren             | Hein Heinsen                      | 2006                |
| Bronzevaser            | Mogens Møller                     | 2006                |
| Venus fra Milo         | Efter antik kunstner              | (genopstillet 2007) |
| Diskoskasteren         | Efter antik kunstner              | (genopstillet 2007) |
| Den borghesiske fægter | Efter antik kunstner              | (genopstillet 2007) |

## OD-Dag
Gymnastikhøjskolen afholder hvert år i februar Danmarks største en dags gymnastikstævne ’’OD-Dagen’’, som har mere end 3.000 aktive gymnaster og mere end 2.000 tilskuere.
Stævnet foregår som et gymnastikstævne arrangeret af skolens elever i samarbejde med lærere med åbning ved skolens nuværende elever og en afslutning, i form af en opvisning af gymnastikhøjskolens elitehold og Ollerup Dansekompagni.
Der er opvisninger hele dagen, uafbrudt i både ID-hallen og OD-Hallen med et varieret niveau i alle aldersgrupper fra 12 år og op. Stævnet arrangeres med det formål at give tidligere elever mulighed for at deltage med deres hold, opvise og besøge skolen, hvor de kan vise deres gymnaster og dansere højskolen, dens faciliteter og muligheder.

## Eliteholdet, Dansekompagniet og Konkurrenceholdet
Eliteholdet er et udtaget hold, bestående af tidligere elever fra gymnastikhøjskolen. Holdet giver ca. 10-15 opvisninger om året i Danmark, og har siden skolens begyndelse i 1920 været på mere end 100 opvisningsture til udlandet. Holdet opviser fast ved skolens sædvanlige store arrangementer: OD-Dagen og Elevmødet samt ved DGI repræsentationsholdsstævnet og DGI Landsstævnet. Der gives årligt ca. 10-15 opvisninger af holdet ved forskellige lejligheder i alle egne af Danmark. Holdet inviteres desuden på udlandsturné af 3-4 ugers varighed hvert andet år. hvor alle kontinenter er besøgt.
Ollerup Dansekompagni er et udtaget hold for dansere bestående af tidligere elever og for en mindre dels vedkommende af dansere, der ikke har været elever på højskolen. Holdet giver ca. 10 opvisninger/performances om året i Danmark. Ollerup Dansekompagni har eksisteret siden 2010, efter at dans blev liniefag på højskolen, og Kompagniet har været inviteret til Kina på turne i år 2012 og i år 2015 og 2016 til Tyskland
Konkurrenceholdet består af nuværende og tidligere elever og er et spring-/rytmehold, som deltager i konkurrencer i Spring Rytme Mix-konkurrence under DGF. Blandt resultaterne indenfor de seneste 5 år: 2 gange DM-guld, 1 gang EM-guld og kvalifikation til nordisk mesterskab.

## Elevforeningen – Ollerup Delingsførere (OD)
Skolen har siden starten haft næsten 30.000 elever, hvoraf mere end 5.000 fortsat er medlemmer af skolens elevforening. Elevforeningen ejer bl.a. ejendommen Baksås i Nissedal i Norge. Desuden står elevforeningen bag den årlige udgivelse af Elevnyt, samt, i samarbejde med skolen, udgivelsen af Årskriftet, hvor der redegøres for årets særlige aktiviteter og bringes artikler af ansatte ved skolen samt eksterne skribenter.
Skolen er årligt vært for Elevmødet/Jubilardagen, -et dagsarrangement, hvor tidligere elever inviteres til at mødes og se skolens opvisningshold, som ved den lejlighed er elevhold, Elitehold og Dansekompagni. Dagen bliver besøgt af ca. 1.200 - 1.400 tidligere og nuværende elever, hvor der specielt markeres for elevhold fra 5, 10, 15, 20, 25 års vedkommende og fremdeles med 5 års interval.
Ved jubilarsammenkomsten er den ældste deltagende tidligere elev nogensinde registreret som 80 års jubilar med en alder af 99 år! .
Navnet ’Ollerup Delingsførere’ stammer tilbage fra skolens grundlæggelse, og er betegnelsen for skolens færdiguddannede elever, som tager hjem og underviser(fører) gymnastik i de lokale gymnastikforeninger.
Navnet "Ollerup Delingsførere" giver også anledning til forkortelsen OD, som ligeledes betyder "Ord og Dåd", hvor "Ord" er synonym med undervisningen, samværet og dialogen, der føres på højskolen. Efterfølgende er det tanken, at elever skal drage ud i verden og præstere "Dåd", der bedst kan beskrives med nudanske ord som "handling, gerning eller action".

## Bisserne
Bissearbejde er en tradition som skolens grundlægger Niels Bukh startede i 1920’erne. Efter hvert forårsholds afslutning fortsætter ca. 35-40 elever som 'Bisser' i to uger. I Bisseperioden arbejdes der om formiddagen med vedligeholdelse, byggeri og reparation på skolen, og der dyrkes gymnastik om eftermiddagen og om aftenen.
Bisserne har tradition for at markere deres arbejde med ordet ’Bisse’, som kan findes skrevet de mærkværdigste steder rundt omkring på skolen.
Bissearbejdet har igennem tiden bl.a. resulteret i opførelsen af Svømmehallen (1926), ID-Hallen (1931) og Volden (1935) og i nutiden større og mindre bygge- og renoveringsarbejder.

## International Academy (INTAC)
Academy of Physical Education eller International Academy (INTAC) er gymnastikhøjskolens internationale linje som tilbyder udenlandske elever en internationalt godkendt idrætslederuddannelse i samarbejde med International Sport and Culture Association (ISCA).
Siden oprettelsen har linjen haft vækst og rummer pt. 2 internationale klasser med ca. 40 elever fra ca. 25 forskellige nationer.
Gymnastikhøjskolen i Ollerup har dog siden oprettelsen i 1920 altid haft en stærk og markant internationale profil, således at mere end 2.500 elever i tidens løb har været fra andre lande, hvilket betyder, at ca. 8 % af skolens elever har haft en international baggrund. Totalt er der kommet elever fra 76 forskellige lande siden skolens oprettelse, og dette skal bl.a. ses som en konsekvens af skolens omfattende rejsevirksomhed, hvor der gennem gymnastikrejser er blevet skabt stor interesse for dansk gymnastik og dansk kultur.
Det internationale arbejde indebærer også, at Gymnastikhøjskolen hvert år er i stand til at tilbyde 10-15 tidligere elever en periode med exchange eller undervisningsophold i andre lande, hvor det hovedsagelig er skoler, universiteter, klubber og organisationer, der samarbejdes med.

## Tamagawa og andre samarbejdspartnere
Gymnastikhøjskolen har helt tilbage til skolens oprettelse haft et meget nært samarbejde med Tamagawa-universitetet i Japan. Universitetet underviser stadig i den Primitive gymnastik som Niels Bukh udviklede, og der er hvert år japanske elever fra Tamagawa og andre universiteter på uddannelse på gymnastikhøjskolen.
Det internationale arbejde er i tidens løb blevet udbygget og rummer i dag næsten 10 samarbejdsaftaler med skoler, universiteter og organisationer i mange kontinenter.

## Ekstern kilde/henvisning
- Gymnastikhøjskolen i Ollerup